# Heaven Beside You
«Heaven Beside You» (с англ. — «Небеса рядом с тобой») — песня американской гранж-группы Alice in Chains выпущенная в качестве второго сингла с их третьего, одноимённого альбома. Композиция была написана гитаристом и вокалистом группы Джерри Кантреллом и была посвящена его отношениям с тогдашней девушкой, Кортни Кларк. Кантрелл сам исполнил ведущий вокал в этой композиции, в свою очередь, основной фронтмен коллектива, Лейн Стэйли, дополнил запись вокальными гармониями во время припева. Песня провела 26 недель в чарте Hot Mainstream Rock Tracks достигнув там 3-го места. Акустическая версия композиции, исполненная группой во время концерта MTV Unplugged в 1996 году, впоследствии была выпущена на одноимённом альбоме и DVD. «Heaven Beside You» фигурирует во всех основных сборниках Alice in Chains: Music Bank (1999), Greatest Hits (2001) и The Essential Alice in Chains (2006).

## Содержание
Песня исполняется в среднем темпе, что контрастирует с более быстрым темпом и более тяжелым звучанием остального материала одноименного альбома Alice in Chains.
«Heaven Beside You» была написана Джерри Кантреллом после разрыва отношений с его девушкой Кортни Кларк, с которой он встречался на протяжении 7 лет. Гитарист не смог отдаваться преданным девушке, тем не менее описав Кларк как, «самую красивую женщину, которую я видел в своей жизни», добавив: «Я все еще люблю ее, но я чересчур жесткий по менталитету — атакуй, нападай, иди дальше … это так сложно, когда ты так привык быть прямолинейным. Я не могу называть чёрное, белым» .

В примечаниях к сборнику Music Bank, Кантрелл написал о песне следующее: 
Еще одна попытка примирить тот факт, что мои жизненные пути дистанцируют меня от человека, которого я люблю. Все, что я пишу о ней, — это способ поговорить с ней, выразить то, что я никогда не смог бы выразить [в разговоре].

## Выпуск и отзывы
«Heaven Beside You» был выпущен в качестве сингла, достигнув 52-го места в чарте Billboard Hot 100 Airplay, что делает его второй песней, после «No Excuses», с наиболее высоким показателем в этом хит-параде. Также, «Heaven Beside You» отметился на 3-й позиции чарта Mainstream Rock Tracks и 6-й в хит-параде Modern Rock Tracks. Помимо этого, сингл попал в Top-40 чарта Великобритании.
Стив Хьюи из Allmusic называл эту песню «одной из лучших работ группы». В свою очередь, Нэд Рэггетт, отмечал, что композиция «продолжает звуковую тенденцию диска „Jar of Flies“ с преобладающим акустическим риффом и пониженным гитарным строем», подчеркнув, что «„электрическая“ партия Кантрелла, выходящая за границы [характерных для гитариста] мощных взрывов фидбэка, одна из лучших в его карьере. Кантрелл нашел новый, текстурированный подход, который сбалансировал громкость с более богатым, менее гнетущим саундом».
В поддержку песни было снято музыкальное видео (режиссёр Фрэнк Окенфелс), впоследствии его выпустили на видео-сборнике Music Bank: The Videos. Кроме того, акустическая версия песни фигурирует на концертном альбоме MTV Unplugged, а также на DVD-релизе этого мероприятия.

## Список композиций
| №  | Название            | Длительность |
| -- | ------------------- | ------------ |
| 1. | «Heaven Beside You» | 5:27         |
| 2. | «Would?» (live)     | 3:27         |
| 3. | «Rooster» (live)    | 6:15         |
| 4. | «Junkhead» (live)   | 5:09         |

| №  | Название                  | Длительность |
| -- | ------------------------- | ------------ |
| 1. | «Heaven Beside You»       | 5:27         |
| 2. | «Angry Chair» (live)      | 4:24         |
| 3. | «Man in the Box» (live)   | 5:46         |
| 4. | «Love, Hate, Love» (live) | 7:50         |

## Участники записи
- Джерри Кантрелл – ведущий вокал, гитары
- Лейн Стэйли – бэк-вокал
- Майк Айнез – бас-гитара
- Шон Кинни – ударные, перкуссия

## Чарты
| Чарт (1996)                              | Высшая позиция |
| ---------------------------------------- | -------------- |
| Australia (ARIA)                         | 60             |
| Канада (RPM Rock/Alternative)            | 22             |
| European Hot 100 Singles (Music & Media) | 94             |
| Великобритания (OCC UK Singles)          | 35             |
| США (Billboard Radio Songs)              | 52             |
| США (Billboard Mainstream Rock)          | 3              |
| США (Billboard Alternative Airplay)      | 6              |